# Mount Rees, Västantarktis
Mount Rees är ett berg i Antarktis. Det ligger i Västantarktis. Inget land gör anspråk på området. Toppen på Mount Rees är 2 356 meter över havet.
Terrängen runt Mount Rees är varierad. Trakten är obefolkad. Det finns inga samhällen i närheten.